# Fentonia bipunctus
Fentonia bipunctus är en fjärilsart som beskrevs av Rothschild 1917. Fentonia bipunctus ingår i släktet Fentonia och familjen tandspinnare. Inga underarter finns listade i Catalogue of Life.